# 埃克斯泰嫩岩
埃克斯泰嫩岩（英語：Ekesteinen Rock）是南極洲的岩層，位於毛德皇后地的阿斯特里德公主海岸，處於斯米諾夫峰東南面6公里，屬於謝爾巴科夫山脈的一部分，現時由南極條約體系管理。

## 外部連結
- . . United States Geological Survey.   [2012-02-27].
- 本条目引用的公有领域材料来自美国地质调查局的文档《埃克斯泰嫩岩》 （資料來自地名信息系统）。

71°46′S 10°46′E / 71.767°S 10.767°E